# تربانتین

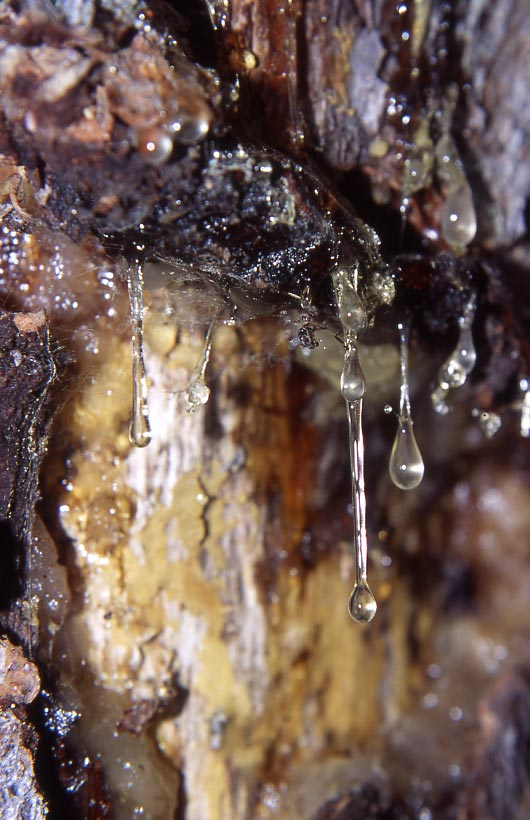
انگم کاج

تربانتین (به فرانسوی: Térébenthine) یا روغن تربانتین مایعی است روغنی که از تقطیر انگم انواع درختان کاج بدست می‌آید و مصارف صنعتی و دارویی دارد. ماده آلی آنها از گروه ترپن‌ها هستند و ساختار ملکولی گوناگون دارند.
تربانتین یا Turpentine یک محلول شیمیایی به شکل روغن است این ترکیب مخلوطی از هیدروکربنهای دو حلقه‌ای با فرمول C10H16 است

## نوع درخت
یکی از منابع اولیه تربانتین، تهیه انگم از درخت پسته کوهی است اما بیشتر درختان کاج مانند کاج مدیترانه‌ای، کاج کره‌ای، کاج سوماترا و سیاه‌کاج غربی دارای این انگم هستند.

## روش تهیه
تربانتین را هم از راه تقطیر انگم جمع‌آوری شده از درخت، و هم از تقطیر تخریبی قطعات خرد شده چوب درخت می‌توان تهیه و تغلیظ کرد. روش‌های صنعتی پالایشگاهی نیز در تهیه و تغلیظ آن کاربرد دارد.

## موارد مصرف
یکی از عمده موارد استفاده آن بعنوان حلال روغنی در رنگ‌ها و جلا‌ها است. برای رقیق کردن انواع رنگ‌های محلول در روغن کاربرد دارد. همچنین بسیاری از ترکیبات آلی مانند کافور، لینانول و گرانیول از آن تهیه می‌شود.
ضدعفونی کننده مجاری ادراری و تناسلی، محرک قوی و صفرابر، رفع کننده برونشیت های عفونی، برطرف کننده نزله های ششی، خارج کننده کرم های روده ای و حل کننده سنگ های صفراوی، زخم روده ها و مجاری ادراری، احتلام مکرر شبانه، رفع کزاز، درد سیاتیک،خروج اسپرم و نیز برای بیماری‌های سرخچه، تب تیفوئید، دیفتری، وبا و تب زرد نیز مفید میباشد.

## عوارض
این ماده می‌تواند بعضی مواقع موجب کمبود خفیف ترومبوسیت‌ها شود.
ترومبوسیتوپنی یعنی کاهش تعداد پلاکت‌های خون به کمتر از ۱۴۰ هزار در هر میکرولیتر خون. پلاکت‌ها را ترومبوسیت نیز می‌نامند. تعداد پلاکت‌ها به‌طور طبیعی ۲۰۰ هزار تا ۴۵۰ هزار در هر میکرولیتر خون می‌باشد. کاهش تعداد پلاکت‌های خون باعث اختلال انعقاد خون می‌شود..
علل این اختلال به دو دسته کلی کاهش تولید پلاکت و افزایش تخریب پلاکت تقسیم می‌شوند.